# Kolara
Kolara est une localité du Cameroun située dans le département du Mayo-Kani et la Région de l'Extrême-Nord. Elle fait partie de la commune de Moulvoudaye. 

## Population
En 1976, Kolara Garre comptait 312 habitants, dont 239 Peuls et 73 Toupouri. À cette date le village disposait d'une école publique à cycle complet et d'un poste zootechnique et vétérinaire. 
Lors du recensement de 2005, 1 926 personnes y ont été dénombrées.
En 2013, la population est estimée à 3 601 habitants.

## Infrastructures
Kolara est doté 
- d'un centré de santé intégré
- d'un poste zootechnique,
- d'un poste agricole,
- d'une école primaire,
- d'une bibliothèque rurale,
- d'un centre de formation des jeunes filles
- d'un lycée public général accueillant les élèves de la 6e à la Terminale[4].

## Les Djaoros
Le Canton (Lawanat) de Kolara compte environ 27 Djaoros 
| No  | Village            |
| 1.  | Garré              |
| 2.  | Sarman Gouloum     |
| 3.  | Sarman Tchakamadje |
| 4.  | Sabbogigga         |
| 5.  | Yolawo             |
| 6.  | Bénéne             |
| 7.  | Djendjerenguel     |
| 8.  | Pitoa              |
| 9.  | Wibiwa             |
| 10. | Wabarou            |
| 11. | Toussing           |
| 12. | Danmai             |
| 13. | Mogom              |
| 14. | Djaolané           |
| 15. | Lara               |
| 16. | Bouzou             |
| 17. | Mbéla              |
| 18. | Domayo             |
| 19. | Tchoffi Foulbe     |
| 20. | Tchoffi Toupouri   |
| 21. | Djaman (Tipayn)    |
| 22. | Mayo Houdo         |
| 23. | Padala             |
| 24. | Lakiwa (Soulkanou) |
| 25. | Mayo Sottani       |
| 26. | Djamboutou         |
| 27. | Yameda (Liwliwa)   |